# مورچه‌مرغ سانتا مارتا
مورچه‌مرغ سانتا مارتا (نام علمی: Drymophila hellmayri) نام یک گونه از سرده درختچه‌دوست‌ها است.